# مينيروس
مينيروس (بالبرتغالية: Mineiros‏) هي بلدية تقع في البرازيل في غوياس. يقدر عدد سكانها بـ 52,964 نسمة ومساحتها 8,896.304 كم2 وترتفع عن سطح البحر 770 متر.

## أعلام
- ويلسون انطونيو
- أندريه ريكاردو سواريس